# Clephydroneura rossi
Clephydroneura rossi är en tvåvingeart som beskrevs av Joseph och Parui 1995. Clephydroneura rossi ingår i släktet Clephydroneura och familjen rovflugor.
Artens utbredningsområde är Bangladesh. Inga underarter finns listade i Catalogue of Life.